# Araçari à bec clair
Pteroglossus erythropygius
Espèce
Statut de conservation UICN

 LC  : Préoccupation mineure
Synonymes
- Pteroglossus torquatus erythropygius

L'Araçari à bec clair (Pteroglossus erythropygius) est une espèce d'oiseaux appartenant à la famille des Ramphastidae.

## Répartition
Cet oiseau vit dans le Tumbes-Chocó-Magdalena (ouest de l'Équateur et nord-ouest du Pérou).